# Museu Luoyang
O Museu Luoyang (pinyin:Luòyáng bówùguǎn) é um museu de história local localizado em Luoyang, Província de Honã em China. Encontra-se no vale do rio Amarelo, a uns 160 km ao oeste de Zhengzhou.  Possui uma rica colecção que ilustra a herança cultural de Luoyang, um importante centro cultural da China, que foi capital a mais de uma dúzia de antigas dinastias incluindo a Xia e a East Zhou.
O museu foi inicialmente estabelecido em 1958 em Guanlin, a uns 7 km ao sul de Luoyang. Em 1973 foi mudado ao lado norte da estrada a Zhongzhou,  cerca do parque Wangcheng. O novo museu foi inaugurado em maio de 1974. O museu aloja reliquias de escavações realizadas nas redondezas de Luoyang, na parte antiga da cidade. Eles são elementos de palácios e templos. Estes artefactos representam elementos da cidade antiga que foi nove vezes capital, desde tempos neolíticos até ano 937. Outros elementos arqueológicos encontram-se no "Museu das antigas tumbas de Luoyang", mas o mesmo especializa-se nas mais de 10 000 tumbas que se escavaram na zona.